# Bruton Smith
Ollen Bruton Smith (Oakboro, 3 marzo 1927 – 22 giugno 2022) è stato un imprenditore statunitense, fondatore e CEO della Speedway Motorsports. Secondo Forbes, ad aprile del 2017 aveva un patrimonio stimato di un miliardo di dollari.

## Biografia
Ollen Bruton Smith nacque nel 1927 a Oakboro. Nel 1949 lavorò per la National Stock Car Racing Association. Dopo aver combattuto nella Guerra di Corea, nel 1959 costruì l'autodromo Charlotte Motor Speedway. Successivamente creò la Speedway Motorsports, azienda che controlla buona parte dei circuiti della NASCAR che nel 1995 venne quotata alla Borsa di New York.

## Riconoscimenti
Nel 2007 venne inserito nell'International Motorsports Hall of Fame, mentre nel 2016 fu introdotto nella NASCAR Hall of Fame.